# Andrea Storm
Andrea Storm (* 1964 in Rendsburg) ist eine deutsche Autorin von historischen Romanen, Kurzkrimis und Horrorkomödien.

## Leben
Andrea Storm stammt aus Schleswig-Holstein. Seit 2018 wohnt sie mit ihrem Mann Hardy Eidam in Erfurt. Als Schriftstellerin veröffentlichte sie zahlreiche Kurzkrimis in Anthologien, einen in plattdeutscher Sprache. Dafür wurde sie 2017 beim NDR-Autorenwettbewerb Vertell doch mal von Schleswig-Holstein und Niedersachsen ausgezeichnet. Ihre Romane widmen sich der Wikingerzeit, Krimis, Thriller, Horrorkomödien und dem schwarzen Humor.

## Veröffentlichungen
- Fressen Wölfe Menschen, In: Michael Kracht (Hg.) Teilweise tödlich.  Finstere Abgründe. Rhauderfehn 2017, Fehnland Verlag, ISBN 978-3-947220-11-3, S. 192
- Unschuldig?!, In: Roland Blümel und Sabine Hennig-Vogel (Hg.), Teilweise tödlich. Das Böse kennt keine Grenzen.  Rhauderfehn 2017, Fehnland Verlag, ISBN 978-3-947220-29-8, S. 264
- Im Cockpit mit Urd., In: Roland Blümel und Sabine Hennig-Vogel (Hg.) Teilweise tödlich. Sagenhaft böse. Rhauderfehn 2019, Fehnland Verlag, ISBN 978-3-947220-50-2, S. 251
- So föhlt sick dat also an, In: NDR (Hg.) Löppt?! – 26 plattdeutsche Kurzgeschichten. Kiel 2017, Wachholtz Verlag, ISBN 978-3-529-04931-6, S. 105
- Nur ein Stich. Bizarro Fiktion, Redrum Verlag, Berlin 2021, ISBN 978-3-95957-699-4
- Feindin der Wikinger. Die Jelling-Dynastie,  Band 1, Acabus Verlag, Hamburg 2021, ISBN 978-3-86282-806-7
- Kriegerin der Wikinger. Die Jelling-Dynastie,  Band 2, Acabus Verlag, Hamburg 2022, ISBN 978-3-86282-829-6
- Königin der Wikinger. Die Jelling-Dynastie,  Band 3, Acabus Verlag, Hamburg 2023, ISBN 978-3-86282-858-6